# Ińsko

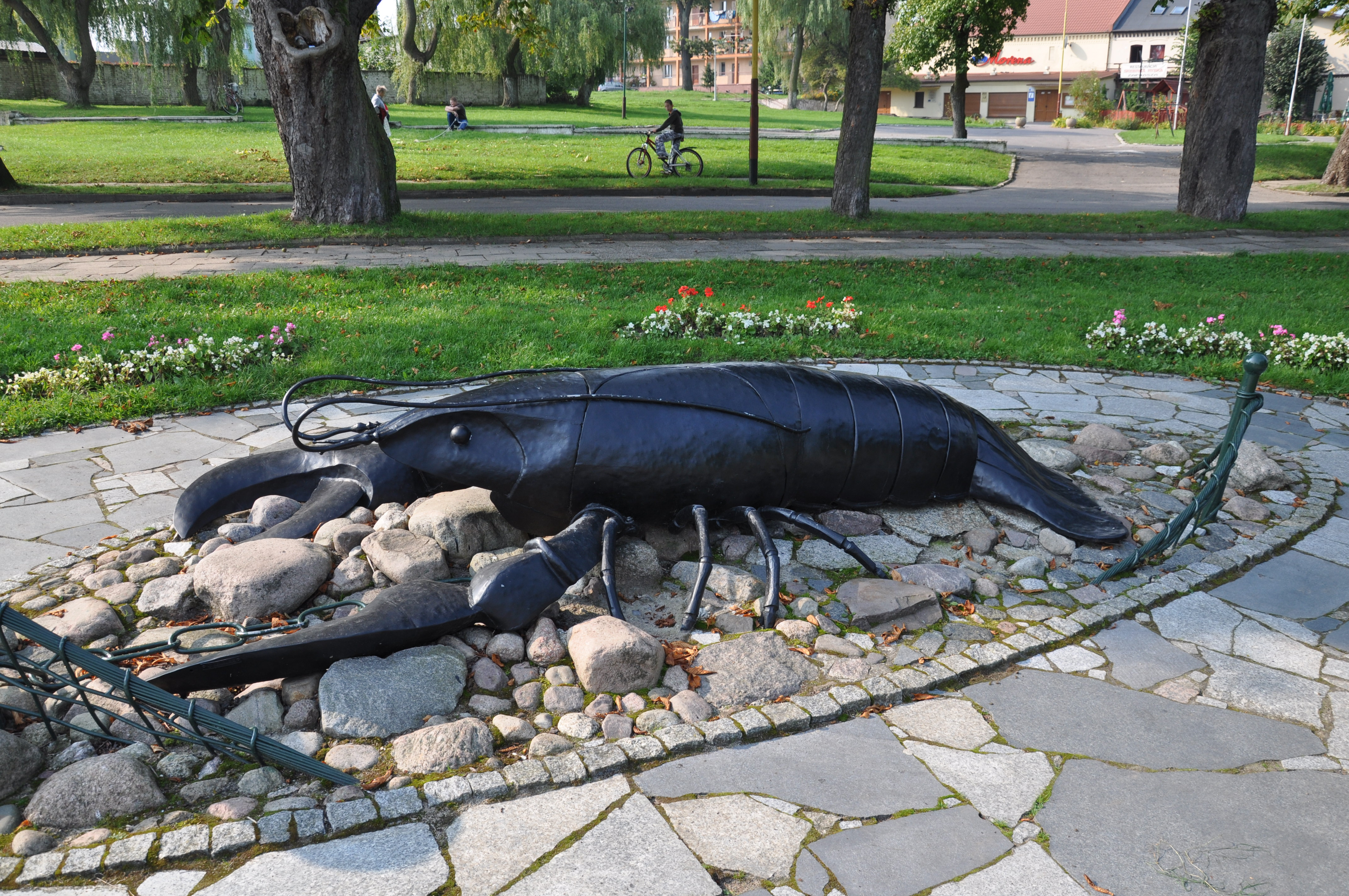
Skulptur i stadens centrum.

Ińsko ['iɲskɔ], tyska: Nörenberg, är en småstad i nordvästra Polen, belägen i distriktet Powiat stargardzki i Västpommerns vojvodskap, 40 kilometer öster om distriktets huvudort Stargard Szczeciński. Tätorten hade 2 032 invånare år 2014 och är centralort i en stads- och landskommun med totalt 3 542 invånare samma år.